# Himmel, Amor und Zwirn
Pour plus de détails, voir Fiche technique et Distribution.
Himmel, Amor und Zwirn (en français Le Ciel, Cupidon et le Fil) est un film allemand réalisé par Ulrich Erfurth et sorti en 1960.

## Synopsis
Le couturier et créateur de mode pour femmes Friedrich Himmel est enrôlé dans la Bundeswehr en tant que recrue et doit faire son service dans les troupes de montagne. Sa très jeune épouse Susanne, peu responsable, vient tout juste de lui confier leur bébé, car elle veut suivre sa propre voie et ne s'intéresse plus à son mari et à son petit enfant. Face à cette situation d'urgence, Himmel n'a pas d'autre conseil et emmène le bébé avec lui à la caserne.
Le nouveau venu mineur fait rapidement sensation dans les opérations de la Bundeswehr et disparaît parfois temporairement. L'épouse du commandant, le major Knorr, s'occupe enfin du petit de manière temporaire, et le « Causa Baby » provoque bientôt un émoi qui s'étend jusqu'au Hardthöhe de Bonn. Finalement, la mère repentante retourne vers le mari et la paix conjugale est rétablie.

## Fiche technique
- Titre : Himmel, Amor und Zwirn
- Réalisation : Ulrich Erfurth
- Scénario : Thomas Westa d'après son propre roman[1]
- Musique : Herbert Trantow (de)
- Directeur artistique : Walter Haag
- Costumes : Irms Pauli
- Photographie : Albert Benitz
- Montage : Ingrid Wacker
- Production : Alf Teichs
- Société de production : Deutsche Film Hansa
- Société de distribution : Deutsche Film Hansa
- Pays d'origine :  Allemagne de l'Ouest
- Langue : allemand
- Format : Noir et blanc - 1,37:1 - Mono - 35 mm
- Genre : Comédie
- Durée : 88 minutes
- Dates de sortie :
  -  Allemagne de l'Ouest : 8 juillet 1960.

## Distribution
- Hartmut Reck : Friedrich Himmel
- Grit Boettcher : Susanne Himmel, son épouse
- Hannelore Schroth : Madame Riffi
- Richard Münch : Major Knorr
- Gisela von Collande : Mme Knorr, son épouse
- Ann Smyrner : Gerti
- Elke Sommer : Eva
- Heinrich Gretler : Feller Hansi
- Lutz Moik (de) : Erich Hofmann
- Thomas Braut : Oberleutnant Allgeier
- Ursula Herwig : Mme Allgeier
- Albert Rueprecht (de) : Leutnant Kosmehl
- Joost Siedhoff (de) : Oberfeldwebel Schoohmeier

## Production
Himmel, Amor und Zwirn est réalisé au printemps 1960.